# Euchromia splendens
Euchromia splendens là một loài bướm đêm thuộc phân họ Arctiinae, họ Erebidae.